# Otwiernica
Otwiernica (do 1945 niem. Mord-Bach) – struga, lewostronny dopływ Czernicy o długości 11,17 km i powierzchni zlewni 23,11 km².
Struga płynie w południowo-zachodniej części województwa lubuskiego, w powiatach żarskim i żagańskim. Wypływa z południowych stoków morenowych Wzniesień Żarskich (rejon stawów hodowlanych byłego "Państwowego Gospodarstwa Rybackiego" w okolicy wsi Janików), przyjmując w tym rejonie kilka drobnych dopływów. Przepływa przez Bogumiłów i Lutynkę. W Wymiarkach i okolicy zasila w wodę kolejne hodowlane stawy rybne. Wpada do Czernicy na północny zachód od wsi Borowe w północnej części Borów Dolnośląskich w sąsiedztwie przysiółka Chwalimierz.